# Marcel Berger
Marcel Berger (Parigi, 14 aprile 1927 – Parigi, 15 ottobre 2016) è stato un matematico francese.

## Biografia
Vincitore del concorso di Agrégation de mathématiques nel 1951, lavorò presso il Centre national de la recherche scientifique (CNRS) come ricercatore (1953-1954). Conseguì il dottorato in matematica presso l'Università di Parigi nel 1954. 
Fu docente presso la Facoltà di Scienze presso l'Università di Strasburgo nel 1958-1959 e ricercatore associato presso il Massachusetts Institute of Technology (1956-1957). Di ritorno in Francia, fu di nuovo nominato docente presso l'Università di strasburgo, prima temporaneamente (1957), poi in modo permanente (1958). Fu nominato professore nel 1962 presso l'Università della California a Berkeley. Nel 1964 si trasferì nella Facoltà di Scienze dell'Università di Nizza. Rimase per due anni dopo che fu nominato il 1º ottobre 1966 professore presso l'Università di Parigi che prese il posto di Jean Favard. Dopo lo scioglimento della Facoltà di Scienze, entrò all'Università di Parigi VII, e nel 1974 divenne il direttore di ricerca CNRS.

## Pubblicazioni
- Berger, M.: Geometry revealed. Springer, 2010.
- Berger, M.: What is... a Systole? Notices of the AMS 55 (2008), no. 3, 374–376. online text
- Marcel Berger, A Panoramic View of Riemannian Geometry, Springer-Verlag, 2003, ISBN 3-540-65317-1.[2][3]
- Marcel Berger, Encounter with a Geometer, Part I (PDF), in Notices of the AMS, vol. 47, n. 2, Feb 2000,  pp. 183-194.
- Marcel Berger, Encounter with a Geometer, Part II (PDF), in Notices of the AMS, vol. 47, n. 3, Mar 2000,  pp. 326-340.
- Berger, Marcel; Gauduchon, Paul; Mazet, Edmond: Le spectre d'une variété riemannienne. (French) Lecture Notes in Mathematics, Vol. 194 Springer-Verlag, Berlin-New York 1971.
- Berger, Marcel: Sur les groupes d'holonomie homogène des variétés à connexion affine et des variétés riemanniennes. (French) Bull. Soc. Math. France 83 (1955), 279–330.
- Berger, Marcel: Les espaces symétriques noncompacts. (French) Ann. Sci. École Norm. Sup. (3) 74 1957 85–177.
- Berger, Marcel; Gostiaux, Bernard: Differential geometry: manifolds, curves, and surfaces. Translated from the French by Silvio Levy. Graduate Texts in Mathematics, 115. Springer-Verlag, New York, 1988. xii+474 pp. ISBN 0-387-96626-9
- Berger, Marcel: Geometry. II. Translated from the French by M. Cole and S. Levy. Universitext. Springer-Verlag, Berlin, 1987.
- Berger, M.: Les variétés riemanniennes homogènes normales simplement connexes à courbure strictement positive. (French) Ann. Scuola Norm. Sup. Pisa (3) 15 1961 179–246.
- Berger, Marcel: Geometry. I. Translated from the French by M. Cole and S. Levy. Universitext. Springer-Verlag, Berlin, 1987. xiv+428 pp. ISBN 3-540-11658-3
- Berger, Marcel: Systoles et applications selon Gromov. (French) [Systoles and their applications according to Gromov] Séminaire Bourbaki, Vol. 1992/93. Astérisque No. 216 (1993), Exp. No. 771, 5, 279–310.
- Berger, Marcel: Geometry. I. Tradotto nel 1977 French original by M. Cole and S. Levy. Corrected reprint of the 1987 translation. Universitext. Springer-Verlag, Berlin, 1994. xiv+427 pp. ISBN 3-540-11658-3
- Berger, Marcel: Riemannian geometry during the second half of the twentieth century. Reprint of the 1998 original. University Lecture Series, 17. American Mathematical Society, Providence, Rhode Island, 2000. x+182 pp. ISBN 0-8218-2052-4
- Besse, A.L.: Einstein Manifolds. Springer-Verlag, Berlin, 1987. ISBN 0-387-15279-2